# Rodriguez, Rizal
Rodriguez ("Bayan ng Rodriguez" tên cũ là Montalban) là một đô thị hạng 1 ở tỉnh Rizal, Philippines. Đây là thị xã cực bắc của tỉnh kề San Mateo, tiếp đến là Metro Manila. Thị xã toạ lạc bên sườn dãy núi Sierra Madre và có nhiều khu nghỉ dưỡng. 
Theo điều tra dân số năm 2007, đô thị này có dân số 223.594 người.

## Hành chính
Rodriguez được chia thành 11 barangays (7 thành thị, 4 nông thôn):
- San Jose
- Burgos
- Geronimo
- Macabud
- Mascap
- San Isidro
- San Rafael
- Balite
- Manggahan
- Rosario
- Puray